# 青山祐子
青山 祐子（あおやま ゆうこ、1972年12月27日 - ）は、日本のフリーアナウンサー。元NHKアナウンサー。ジャパン・ミュージックエンターテインメント所属。

## 経歴・人物
広島県廿日市市出身。広島女学院高等学校では新体操選手、筑波大学在学中の1993年1月に行われた第43回三十三間堂弓道遠的大会成人女子の部で優勝する。
リレハンメル五輪スキージャンプラージヒル団体で、原田雅彦が金メダルを目前にしてジャンプを失敗した際、日本チームの選手が駆け寄ってきた映像に感動し「そのような現場にいたい」と感じアナウンサーを志望する。就職活動で、NHKと長野朝日放送から内定通知（合格通知）をもらい、迷った末にNHKを選ぶ。
1995年にNHK入局。研修後に長野放送局に配属される。当初は国際オリンピック委員会推薦により北京五輪の国際聖火ランナーを務めることになっていたが、『ニュースウオッチ9』のアンカーに起用されたため断念した。
2011年1月に医療福祉関連会社役員との結婚を発表した。当初は同年3月に結婚式を挙げることを予定していたが、東日本大震災の影響を受け5月に延期した。2012年3月上旬に第1子男児、2013年6月下旬に第2子女児、2015年7月に第3子男児、2017年2月に第4子女児を出産。
2012年1月20日の番組出演を最後に産休を取得し、以降4人の子供を授かり、育児休業制度を利用し約7年間休職していたが、一度も職場に復帰することなく、2019年3月15日にNHKを退職し、アナウンサー業から完全に引退した。長期間の産休に批判の声があったが、後に友人の神田うのが、「（青山は）休職中、NHKからは給与や手当を一切受けず、ずっと無給であった」と弁明している。
2021年7月7日、日本テレビ『今夜くらべてみました』で9年ぶりにテレビ画面に姿を見せた。夫の業務の都合で香港に在住。
2023年1月28日、第69代横綱白鵬の宮城野親方の断髪式に参加。フリーアナウンサーの石井亮次とともに司会を務めた。
2024年12月、ジャパン・ミュージックエンターテインメントに所属。
青山はNHK局員の時、長嶋氏が2004年に発症した脳梗塞の4年後の2008年にNHKで放送されたNHKスペシャル 闘うリハビリで、脳梗塞を患い、日々懸命なリハビリをする長嶋氏を取材していた。2025年6月5日の午後、6月3日に89歳で亡くなった巨人軍終身名誉監督の長嶋茂雄氏の弔問に青山が訪れた。弔問時の衣装が一般的にはパーティー用と解釈されるシースルー姿だったとして一部マスコミで物議を醸し出した。
。

## 出演

### NHKアナウンサー時代の担当番組
長野放送局時代（1995年度 - 1998年度）
- NHKニュースおはよう日本（土曜日）『ふるさとすてき旅』リポーター
- 長野オリンピック（中継リポート）
- おいでよ!プラザN

東京アナウンス室異動後（1999年度 - 2018年度）
- NHKニュース11（スポーツキャスター、1999年4月 - 2000年3月）
- NHKニュースおはよう日本（2000年4月 - 2002年3月、スポーツキャスター）
- デジタルドリームライブ2001（2001年12月1日、司会）
- サタデースポーツ（2002年4月 - 2005年12月）
- サンデースポーツ（2002年4月 - 2006年3月）
- アテネオリンピック（スタジオ担当）
- 発見ふるさとの宝（2005年4月 - 2006年3月）
- トリノオリンピック（メインキャスター）
- 北京オリンピック 現地担当（開会式・閉会式・総合テレビ夜間帯現地情報）

※開催期間前後は『サンデースポーツ』の與芝由三栄らとともに現地に派遣された。
- バンクーバーオリンピック開会式（武田真一アナと）
- NHKスペシャル 長嶋茂雄担当インタビュアー
  - 「闘うリハビリ」（2008年）
  - 「シリーズ ONの時代」（2009年）
- ニュースウオッチ9
  - スポーツキャスター：2006年4月 - 2008年3月
  - メインキャスター：2008年4月 - 2011年4月
- スタジオパークからこんにちは【司会】（2011年4月4日 - 2012年1月20日）
  - 産前産後休暇のため番組を降板
- 世界遺産 時を刻む（2011年10月 - 、BSプレミアム）